# Hyas coarctatus
Hyas coarctatus (лат.) — вид морских крабов из рода Hyas семейства Oregoniidae надсемейства Majoidea.

## Внешний вид и строение
Hyas coarctatus очень похож на Hyas araneus, но имеют лироподобный карапакс. Размер карапакса до 60 мм в длину и 44 мм в ширину. Цвет сверху серо-коричневый, иногда немного красноватый, брюшная сторона грязно-белая. Ростральные рога немного длиннее и разнесены дальше друг от друга, чем у Hyas araneus. Клешни длиннее, чем у Hyas araneus. Крайний сегмент ходильных ног часто более или менее волосатый.

## Распространение и экология
Hyas coarctatus встречается на твердых, каменистых, песчаных и мягких грунтах на глубине от 1 до 500 метров, хотя чаще всего глубже 50 метров. Hyas araneus обитает на меньших глубинах. Hyas coarctatus широко распространен в северо-восточной Атлантике и прилегающих морях. Северная граница проходит вокруг северного и западного побережья Шпицбергена и Баренцева моря, на юге — до северо-восточного побережья Франции, а на востоке — до западной части Балтийского моря и Эресунна.